# 早見優
早見 優（はやみ ゆう、1966年〈昭和41年〉9月2日 - ）は、日本の歌手、女優、タレント。上智大学比較文化学部日本文化学科卒業。
2022年8月に当時の所属事務所から独立し、個人事務所「テックス・エージェンシー」と契約している。
血液型はA型Rh+。実父はジャズシンガーの井上 良（いのうえ りょう、1937年 - 2009年3月24日）。

## 来歴
静岡県熱海市内の病院で出生し、両親と共に3歳まで同市内で暮らしていた。その後、家族で米国領保護地域のグアム島に移住（3歳から7歳まで）、7歳から14歳までハワイで育つ。学校での愛称は「キャシー」。この海外生活が後に英語に堪能なマルチリンガルの才色兼備アイドルとして注目される下地となった。
1980年、14歳の時にハワイ三越（2006年閉店、現存しない）のエレベーターでスカウトされ、大ファンだった山口百恵のような歌手になりたいと単身帰国し、サンミュージックプロダクションと契約。日本のアメリカンスクールに通いながら、タレントとしてのレッスンを受ける。1982年4月、シングル「急いで!初恋」でアイドル歌手としてデビュー。デビュー当時のキャッチコピーは「少しだけオトナなんだ」であった。同期には石川秀美、松本伊代、堀ちえみ、小泉今日子、三田寛子、シブがき隊、中森明菜らがおり、「花の82年組」とも呼ばれた。同年4月、堀越高等学校に入学。同年の第24回日本レコード大賞で新人賞を獲得。
1983年には、自身が出演したコカ・コーラのCMに使われたシングル「夏色のナンシー」がオリコンチャート7位にランクイン。この年12月の第34回NHK紅白歌合戦にも初出場した。また、1983年よりオリックス・バファローズの前身である阪急ブレーブスの応援歌「Yes, you win!」を歌っていた。1984年には、日本の女性アイドルとしてCNNの取材を受けている。また、学生時代には「ヨーロッパでは英語よりフランス語の方が主流だ」との考えから、専門学校でフランス語も学んでいる。
1985年3月に堀越高等学校を卒業後、一浪して1986年9月上智大学外国語学部比較文化学科に入学。在籍中、学科が外国語学部から独立したことで比較文化学部日本文化学科の学生となり、1991年9月に卒業する。
1992年、地球サミットに参加。以降、国際交流活動に参加し続けている。
1996年3月16日に結婚。その後、2人の娘を出産。同年から毎年1回、父とジョイントライブ（ディナーショー）を行っていた。
2005年12月、松本伊代、堀ちえみと「キューティー★マミー」を結成、シングル「ミッキーマウス・マーチ」でCDデビュー。
チワワの「ジルちゃん」を飼っていた。2015年11月1日に、「犬を愛し、犬と幸せに暮らすことを社会に対して提唱し、影響をあたえる著名人」に贈られる『ONE LOVEアワード オブ・ザ・イヤー』を受賞した。
2016年8月には、音楽レーベル「SLENDERIE RECORD」から21年ぶりに新曲を発売。
2022年8月21日、公式ブログとインスタグラムで所属事務所キープスマイリングからの独立を報告した。

## ディスコグラフィ

### シングル
| #                | 発売日           | 曲順             | タイトル                             | 作詞                         | 作曲                        | 編曲              | 最高順位         | 規格品番         |
| トーラスレコード | トーラスレコード | トーラスレコード | トーラスレコード                     | トーラスレコード             | トーラスレコード            | トーラスレコード  | トーラスレコード | トーラスレコード |
| ---------------- | ---------------- | ---------------- | ------------------------------------ | ---------------------------- | --------------------------- | ----------------- | ---------------- | ---------------- |
| 1                | 1982年 4月21日   | A面              | 急いで!初恋                          | 松本一起                     | 小杉保夫                    | 大谷和夫          | 36位             | 07TR-1010        |
| 1                | 1982年 4月21日   | B面              | 潮風の予感                           | 窪田万梨                     | 馬飼野康二                  | 馬飼野康二        | 36位             | 07TR-1010        |
| 2                | 1982年 7月21日   | A面              | Love Light                           | 三浦徳子                     | Jimmy Jackson               | 萩田光雄          | 38位             | 07TR-1016        |
| 2                | 1982年 7月21日   | B面              | ガラスの街角                         | 三浦徳子                     | 久保田早紀                  | 松井忠重          | 38位             | 07TR-1016        |
| 3                | 1982年 10月19日  | A面              | アンサーソングは哀愁                 | 阿久悠                       | 馬飼野康二                  | 萩田光雄          | 38位             | 07TR-1023        |
| 3                | 1982年 10月19日  | B面              | 恋におちないで DON'T FALL IN LOVE    | 阿久悠                       | 馬飼野康二                  | 萩田光雄          | 38位             | 07TR-1023        |
| 4                | 1983年 1月21日   | A面              | あの頃にもう一度                     | 松宮恭子                     | 松宮恭子                    | 鷺巣詩郎          | 27位             | 07TR-1030        |
| 4                | 1983年 1月21日   | B面              | 愛のブレスレット                     | 三浦徳子                     | 松尾一彦                    | 鷺巣詩郎          | 27位             | 07TR-1030        |
| 5                | 1983年 4月1日    | A面              | 夏色のナンシー                       | 三浦徳子                     | 筒美京平                    | 茂木由多加        | 7位              | 07TR-1035        |
| 5                | 1983年 4月1日    | B面              | 可愛いサマータイム                   | 三浦徳子                     | 筒美京平                    | 茂木由多加        | 7位              | 07TR-1035        |
| 6                | 1983年 7月1日    | A面              | 渚のライオン                         | 三浦徳子                     | 筒美京平                    | 茂木由多加        | 10位             | 07TR-1038        |
| 6                | 1983年 7月1日    | B面              | 赤いサンダル                         | 三浦徳子                     | 筒美京平                    | 茂木由多加        | 10位             | 07TR-1038        |
| 7                | 1983年 9月21日   | A面              | ラッキィ・リップス                   | 三浦徳子                     | 筒美京平                    | 大村雅朗          | 10位             | 07TR-1045        |
| 7                | 1983年 9月21日   | B面              | 悲しいToo Many Rules                 | 三浦徳子                     | 筒美京平                    | 大村雅朗          | 10位             | 07TR-1045        |
| 8                | 1983年 12月21日  | A面              | 抱いてマイ・ラブ                     | 松本一起                     | John Stanley                | 茂木由多加        | 13位             | 07TR-1055        |
| 8                | 1983年 12月21日  | B面              | THE LETTER                           | John Stanley                 | John Stanley                | 大村雅朗          | 13位             | 07TR-1055        |
| 9                | 1984年 3月31日   | A面              | 誘惑光線・クラッ!                    | 松本隆                       | 筒美京平                    | 大村雅朗          | 7位              | 07TR-1060        |
| 9                | 1984年 3月31日   | B面              | 緑色のラグーン                       | 松本隆                       | 筒美京平                    | 大村雅朗          | 7位              | 07TR-1060        |
| 10               | 1984年 8月1日    | A面              | Me☆セーラーマン                      | 三浦徳子                     | 林哲司                      | 茂木由多加        | 9位              | 07TR-1070        |
| 10               | 1984年 8月1日    | B面              | ビューティフル ライバル              | 薄木麻子 Jun & Jim           | 小田裕一郎                  | 大谷和夫          | 9位              | 07TR-1070        |
| 11               | 1984年 10月3日   | A面              | 哀愁情句                             | 銀色夏生                     | 筒美京平                    | 船山基紀          | 8位              | 07TR-1078        |
| 11               | 1984年 10月3日   | B面              | 不意打ちのランデブー                 | 銀色夏生                     | 筒美京平                    | 船山基紀          | 8位              | 07TR-1078        |
| 12               | 1985年 2月1日    | A面              | Tonight                              | Annie                        | NOBODY                      | 茂木由多加        | 9位              | 07TR-1085        |
| 12               | 1985年 2月1日    | B面              | Cry me                               | 松本一起                     | 小田裕一郎                  | 入江純            | 9位              | 07TR-1085        |
| 13               | 1985年 5月22日   | A面              | STAND UP                             | 松本隆                       | R.Springfield               | 戸塚修            | 10位             | 07TR-1091        |
| 13               | 1985年 5月22日   | B面              | PRESENTATION                         | Jun & Jim                    | 小田裕一郎                  | 入江純            | 10位             | 07TR-1091        |
| 14               | 1985年 8月1日    | A面              | PASSION                              | 中原めいこ                   | 中原めいこ                  | 新川博            | 10位             | 07TR-1100        |
| 14               | 1985年 8月1日    | B面              | XANADU                               | 中原めいこ                   | 中原めいこ                  | 新川博            | 10位             | 07TR-1100        |
| 15               | 1985年 11月21日  | A面              | CLASH                                | 松本一起                     | 岩里祐穂 三浦一年           | 新川博            | 12位             | 07TR-1103        |
| 15               | 1985年 11月21日  | B面              | 渚のフーガ                           | 岩里祐穂                     | 三浦一年                    | 新川博            | 12位             | 07TR-1103        |
| 16               | 1986年 3月20日   | A面              | 西暦1986                             | 松本一起                     | 佐藤健                      | 大村雅朗          | 15位             | 07TR-1117        |
| 16               | 1986年 3月20日   | B面              | クライマックス                       | 松本一起                     | 佐藤健                      | 大村雅朗          | 15位             | 07TR-1117        |
| 17               | 1986年 7月16日   | A面              | Newsにならない恋                     | 澤地隆                       | CHAGE                       | 伊豆一彦          | 9位              | 07TR-1125        |
| 17               | 1986年 7月16日   | B面              | 真夏のSNIPER                         | 谷穂ちろる                   | 多々納好夫                  | 伊豆一彦          | 9位              | 07TR-1125        |
| 18               | 1986年 10月22日  | A面              | Love Station                         | 澤地隆                       | 高橋研                      | 西平彰            | 12位             | 07TR-1140        |
| 18               | 1986年 10月22日  | B面              | 優しくCOOL EYES                      | 吉元由美                     | 後藤次利                    | 後藤次利          | 12位             | 07TR-1140        |
| 19               | 1987年 3月21日   | A面              | ハートは戻らない                     | 森浩美                       | C.Bruhn E.Bruhn R.W.P.James | 西平彰            | 15位             | 07TR-1151        |
| 19               | 1987年 3月21日   | B面              | Sing for you                         | 有川正沙子                   | 佐藤健                      | 戸塚修            | 15位             | 07TR-1151        |
| 19               | 1987年 6月21日   | A面              | ハートは戻らない(DANCE RE-MIX)       | 森浩美                       | C.Bruhn E.Bruhn R.W.P.James | THE JG's          | 45位             | 12TR-2150        |
| 19               | 1987年 6月21日   | B面              | 少しだけFriday Kiss                  | 澤地隆                       | 山崎稔                      | 西平彰            | 45位             | 12TR-2150        |
| 20               | 1987年 7月5日    | A面              | Caribbean Night                      | 中原めいこ                   | 中原めいこ                  | 中村哲            | 19位             | 07TR-1162        |
| 20               | 1987年 7月5日    | B面              | 一粒のリグレット                     | 青木美恵子                   | 財津和夫                    | 中村哲            | 19位             | 07TR-1162        |
| 21               | 1987年 9月5日    | A面              | Tokio Express                        | 売野雅勇                     | 鈴木キサブロー              | 新川博            | 18位             | 07TR-1166        |
| 21               | 1987年 9月5日    | B面              | 素顔でニュートラル!                  | 澤地隆                       | 紅林やよい                  | 西平彰            | 18位             | 07TR-1166        |
| 22               | 1987年 11月28日  | A面              | Lonely Liar                          | 売野雅勇                     | 和泉常寛                    | 鷺巣詩郎          | 31位             | 07TR-1171        |
| 22               | 1987年 11月28日  | B面              | I'll Still Be Loving You             | 堀川まゆみ                   | 和泉常寛                    | 船山基紀          | 31位             | 07TR-1171        |
| 23               | 1988年 3月25日   | A面              | GET UP                               | 湯川れい子                   | 葛口雅行                    | 武部聡志          | 36位             | 07TR-1179        |
| 23               | 1988年 3月25日   | B面              | CHECKING OUT!!                       | YŪ                           | 多々納好夫                  | 鷺巣詩郎          | 36位             | 07TR-1179        |
| 24               | 1988年 11月26日  | A面              | Yesterday Dreamer                    | D. Votion, E. Bruhn 三浦徳子 | C. Bruhn                    | 奈良部匠平        | 81位             | 07TR-1203        |
| 24               | 1988年 11月26日  | B面              | Heartbreak Call                      | 吉元由美                     | 羽田一郎                    | KAZZ TOYAMA       | 81位             | 07TR-1203        |
| 25               | 1989年 5月10日   | A面              | BEAT LOVER                           | 森浩美                       | 葛口雅行                    | 杉山卓夫          | 35位             | 07TR-7211        |
| 25               | 1989年 5月10日   | B面              | COOL DOWN 〜Heat of The Beat〜       | A.Gurvitz / P.Gurvitz        | A.Gurvitz / P.Gurvitz       | 奈良部匠平        | 35位             | 07TR-7211        |
| 26               | 1989年 9月6日    | 01               | 夕映えの中で                         | 酒井和恵                     | 青木美恵子                  | 萩田光男          | 84位             | 10TX-7222        |
| 26               | 1989年 9月6日    | 02               | BEYOND THE WORDS                     | 吉元由美                     | 岸正之                      | 奈良部匠平        | 84位             | 10TX-7222        |
| 東芝EMI          |                  |                  |                                      |                              |                             |                   |                  |                  |
| 27               | 1991年 11月6日   | 01               | ヘップバーンによろしく               | 松井五郎                     | 上田知華                    | 岡本洋            | -                | TODT-2720        |
| 27               | 1991年 11月6日   | 02               | LAST DANCE                           | 早見優                       | 上田知華                    | 岡本洋            | -                | TODT-2720        |
| 27               | 1991年 11月6日   | 03               | ONE FINE DAY                         | C.King / G.Goffin            | C.King / G.Goffin           | 岡本洋            | -                | TODT-2720        |
| 28               | 1992年 4月8日    | 01               | ほほ笑みあえる                       | 池永朋子                     | Tsukasa                     | 山川恵津子        | -                | TODT-2813        |
| 28               | 1992年 4月8日    | 02               | 眠れる森の美女                       | 氷室冴子                     | 上田知華                    | Jeff Lorber       | -                | TODT-2813        |
| 29               | 1994年 9月7日    | 01               | SHOOTING STAR                        | Hinoky Team                  | Hinoky Team                 | 2ND FUNK-TION     | -                | TODT-3311        |
| 29               | 1994年 9月7日    | 02               | I FEEL LOVE                          | BANILLA BLU                  | Iceman                      | STARR GAZER       | -                | TODT-3311        |
| 30               | 1995年 6月7日    | 01               | CHANCE〜めぐりあいを、宝石にかえて〜 | 中原めいこ                   | 中原めいこ                  | 岡本洋 中原めいこ | 86位             | TODT-3506        |
| 30               | 1995年 6月7日    | 02               | CHANCE（英語ヴァージョン）           | 早見優                       | 中原めいこ                  | 岡本洋 中原めいこ | 86位             | TODT-3506        |

### アルバム

#### スタジオ・アルバム
| #                | 発売日           | タイトル              | オリコン 最高位  |
| トーラスレコード | トーラスレコード | トーラスレコード      | トーラスレコード |
| ---------------- | ---------------- | --------------------- | ---------------- |
| 1st              | 1982年6月21日    | AND I LOVE YOU        | 23位             |
| 2nd              | 1982年11月21日   | Image                 | 15位             |
| 3rd              | 1983年5月1日     | LANAI                 | 5位              |
| 4th              | 1983年11月21日   | COLORFUL BOX          | 6位              |
| 5th              | 1984年3月1日     | RECESS                | 5位              |
| 6th              | 1984年12月1日    | "MUSIC"               | 21位             |
| 7th              | 1985年5月1日     | WOW!                  | 18位             |
| 8th              | 1985年11月30日   | TWIN                  | 29位             |
| 9th              | 1986年5月22日    | Burning illusion      | 39位             |
| 10th             | 1986年11月29日   | SHADOWS OF THE KNIGHT | 50位             |
| 11th             | 1987年8月5日     | GET DOWN!             | 33位             |
| 12th             | 1988年3月25日    | WHO'S GONNA COME?     | 58位             |
| 13th             | 1988年12月4日    | MOMENTS               | -                |

#### ミニ・アルバム
| #                                               | 発売日           | タイトル         | オリコン 最高位  |
| トーラスレコード                                | トーラスレコード | トーラスレコード | トーラスレコード |
| ----------------------------------------------- | ---------------- | ---------------- | ---------------- |
| 1st                                             | 1983年8月21日    | Dear             | 7位              |
| 2nd                                             | 1984年9月2日     | Sincerely        | 9位              |
| 3rd                                             | 1986年2月1日     | YŪ               | 15位             |
| よしもとアール・アンド・シー / SLENDERIE RECORD |                  |                  |                  |
| 4th                                             | 2016年8月24日    | Delicacy of Love | 66位             |

#### ベスト・アルバム
| #                        | 発売日           | タイトル                                            | オリコン 最高位  |
| トーラスレコード         | トーラスレコード | トーラスレコード                                    | トーラスレコード |
| ------------------------ | ---------------- | --------------------------------------------------- | ---------------- |
| 1st                      | 1984年11月1日    | you Best                                            | -                |
| 2nd                      | 1985年9月28日    | you Best '85                                        | 17位             |
| 3rd                      | 1986年7月31日    | YŪ'S GOODS                                          | 49位             |
| 4th                      | 1986年12月20日   | YŪ "SINGLE A" BEST COLLECTION                       | -                |
| 5th                      | 1987年11月28日   | YŪ's BEAT                                           | 63位             |
| 6th                      | 1989年4月8日     | YŪ's BEST                                           | -                |
| 7th                      | 1989年12月6日    | YŪ's GOODS II                                       | -                |
| 8th                      | 1990年3月7日     | SINCE 1982, Best of YŪ 〜MAIDEN VOYAGE〜            | -                |
| ポリドール・レコード     |                  |                                                     |                  |
| 9th                      | 2001年12月19日   | スーパー・バリュー                                  | -                |
| ユニバーサルミュージック |                  |                                                     |                  |
| 10th                     | 2003年11月26日   | ゴールデン☆ベスト 早見優 筒美京平POPSベスト         | -                |
| 11th                     | 2012年3月28日    | Thank YU 〜30th Anniversary Single Best〜           | 200位            |
| 12th                     | 2014年7月30日    | ゴールデン☆アイドル 早見優                          | -                |
| 13th                     | 2018年4月18日    | 35th Anniversary "Celebration" 〜from YU to you〜   | 142位            |
| 14th                     | 2022年10月12日   | Affection 〜YU HAYAMI 40th Anniversary Collection〜 | 75位             |

#### ライブ・アルバム
| #                | 発売日           | タイトル                  | オリコン 最高位  |
| トーラスレコード | トーラスレコード | トーラスレコード          | トーラスレコード |
| ---------------- | ---------------- | ------------------------- | ---------------- |
| 1st              | 1984年6月30日    | "HAPPY SIGN" Live! 1984   | 26位             |
| 2nd              | 1985年6月21日    | Exciting You '85 STAND UP | 45位             |

#### 企画アルバム
| #                        | 発売日           | タイトル                                                | オリコン 最高位  |
| トーラスレコード         | トーラスレコード | トーラスレコード                                        | トーラスレコード |
| ------------------------ | ---------------- | ------------------------------------------------------- | ---------------- |
| 1st                      | 1985年2月21日    | 私はTOKYOのストレンジャー                               | 20位             |
| 2nd                      | 1985年8月31日    | KIDS                                                    | 26位             |
| 3rd                      | 1990年2月7日     | 1.2.3.4 アメリカン・キッズ 〜早見優のアメリカンキッズ〜 | -                |
| 東芝EMI / EASTWORLD      |                  |                                                         |                  |
| 4th                      | 1992年12月16日   | 早見優のアメリカン・キッズ                              | -                |
| ユニバーサルミュージック |                  |                                                         |                  |
| 5th                      | 2004年3月24日    | Let's Sing Together!                                    | -                |
| 6th                      | 2013年11月13日   | Image + LANAI                                           | -                |

#### BOX
| #                        | 発売日           | タイトル                                  | オリコン 最高位  |
| ポニーキャニオン         | ポニーキャニオン | ポニーキャニオン                          | ポニーキャニオン |
| ------------------------ | ---------------- | ----------------------------------------- | ---------------- |
| 1st                      | 2002年10月17日   | ぼくらのベスト 早見優CD-BOX 82-95         | -                |
| ユニバーサルミュージック |                  |                                           |                  |
| 2nd                      | 2012年4月18日    | Thank YU 〜30th Anniversary Special Box〜 | 164位            |

### 参加作品
- Right Here, Right Now -『SLENDERIE ideal』（2020年10月28日）収録
- Shampoo Night Tempo feat. Yu Hayami (2023年8月18日配信リリース）

### NHK みんなのうた
- JOY〜よろこびの国〜（放送時期：1988年4 - 5月期） 作曲：塩塚博、作詞：早見優、アニメーション：吉良敬三

### 配信限定曲
- Dear Earth（2021年） 作詞曲:半崎美子、英訳詞：早見優、編曲：山川恵津子　※Yu Hayami・Yoshiko Hanzaki with Love Earth Project名義
- そろそろ冬ですネェ（2024年2月6日） - キューティー☆モリモリ名義
- DISCO de DISCO（2024年7月31日） 作詞：早見優、作曲：Night Tempo

### その他
- Yes You Win（1982年） 作詞：三浦徳子、作曲：小林亜星、編曲：若草恵
  - 阪急ブレーブスイメージソング[注 1]

### タイアップ曲
| 楽曲                                 | タイアップ                                              | 収録作品                                            |
| ------------------------------------ | ------------------------------------------------------- | --------------------------------------------------- |
| 急いで!初恋                          | 資生堂『バスボン ヘアコロンシャンプー・リンス』CMソング | シングル「急いで!初恋」                             |
| Love Light                           | 資生堂『バスボン ヘアコロンシャンプー・リンス』CMソング | シングル「Love Light」                              |
| アンサーソングは哀愁                 | サンスイ『ターゲット』CMソング                          | シングル「アンサーソングは哀愁」                    |
| 夏色のナンシー                       | 日本コカ・コーラ『コカ・コーラ』CMソング                | シングル「夏色のナンシー」                          |
| ラッキィ・リップス                   | 資生堂『バスボン ヘアコロンシャンプー・リンス』CMソング | シングル「ラッキィ・リップス」                      |
| 誘惑光線・クラッ!                    | 資生堂『バスボン ヘアコロンシャンプー・リンス』CMソング | シングル「誘惑光線・クラッ!」                       |
| ビューティフル ライバル              | 1985年ユニバーシアード神戸大会 テーマソング             | シングル「Me☆セーラーマン/ビューティフル ライバル」 |
| STAND UP                             | TBS系テレビドラマ『サーティーン・ボーイ』主題歌         | シングル「STAND UP」                                |
| PRESENTATION                         | グンゼ『シア・ペーヌYOU』CMソング                       | シングル「STAND UP」                                |
| PASSION                              | 映画『KIDS』主題歌                                      | シングル「PASSION」                                 |
| PASSION                              | 東芝『Rupo』CMソング                                    | シングル「PASSION」                                 |
| XANADU（ザナドゥ）                   | '85さっぽろカーニバル イメージソング                    | シングル「PASSION」                                 |
| 渚のフーガ                           | 東芝OA機器CMソング                                      | シングル「CLASH」                                   |
| 西暦1986                             | 1986“コカ・コーラ”CMソング                              | シングル「西暦1986」                                |
| Love Station                         | テレビ朝日系『ミュージックステーション』テーマソング    | シングル「Love Station」                            |
| Sing for you                         | ハウス『フルーチェ』CMソング                            | シングル「ハートは戻らない (GET OUT OF MY LIFE)」   |
| Caribbean Night                      | テレビ朝日カリブキャンペーン テーマソング               | シングル「Caribbean Night」                         |
| Tokio Express                        | コーセー化粧品 秋のキャンペーンソング                   | シングル「Tokio Express」                           |
| Lonely Liar                          | 日本テレビ系ドラマ『みんなマドンナ』主題歌              | シングル「Lonely Liar」                             |
| GET UP                               | コーセー化粧品 夏のキャンペーンソング                   | シングル「GET UP」                                  |
| MIDNIGHT BEIGE                       | '88コーセー化粧品 秋のキャンペーンソング                | アルバム「MOMENTS」                                 |
| BEAT LOVER                           | '89コーセー化粧品 夏のキャンペーンソング                | シングル「BEAT LOVER」                              |
| 夕映えの中で                         | 日本民間放送連盟主催 '89“交通安全キャンペーンソング”    | シングル「夕映えの中で」                            |
| ONE FINE DAY                         | フジテレビ系ドラマ『噺家カミサン繁盛記』主題歌          | シングル「ヘップバーンによろしく」                  |
| ほほ笑みあえる                       | ヤマザキパン 春のパンまつりキャンペーンソング           | シングル「ほほ笑みあえる」                          |
| SHOOTING STAR                        | 神戸マリンルート キャンペーン・ソング                   | シングル「SHOOTING STAR」                           |
| CHANCE〜めぐりあいを、宝石にかえて〜 | L・リーグ日興證券ドリームレディース イメージソング      | シングル「CHANCE〜めぐりあいを、宝石にかえて〜」    |

### ライブ
- Hayami Yu LIVE 2015（2015年）
- HAPPY with YOU LIVE 2013（2013年）
- 〈アフラック〉チャリティーコンサート（2010年 - 2014年）
- タイムファイブジョイントコンサート
- 優＆PaPaライブ（ - 2008年）
- 夏色のナンシー祭りYES!優YES!４０周年（プラス1）コンサート 渋谷プレジャープレジャー

## 出演

### テレビドラマ
- 月曜ドラマランド（フジテレビ）
  - 早見優のうっふんレポート（1984年5月14日） - 主演・白井美由／ミュー 役
  - 赤川次郎の吸血鬼はお年ごろ（1985年9月2日） - 主演・神代エリカ 役
- 私鉄沿線97分署（1984年10月28日 - 1985年2月3日、テレビ朝日）相原恵子 役
- 花の女子校 聖カトレア学園シリーズ（1985年、テレビ東京）
- サーティーン・ボーイ 第6話（1985年6月25日、TBS） - 真希 役
- 金曜女のドラマスペシャル『山村美紗サスペンス 京都紫野殺人事件』（1986年9年5月、フジテレビ） - 主演・池上鮎子 役
- みんなマドンナ（1987年10月14日 - 1987年12月23日、日本テレビ） - 結城純子 役
- 夢を見たくて（1988年4月9日、テレビ朝日） - 新倉昌枝 役
- CAT'S EYE キャッツ・アイ ミッドナイトは恋のアバンチュール（1988年7月23日、日本テレビ） - 主演・来生瞳 役
- ドラマ23『私、オトナになります』（1989年4月24日 - 27日、TBS） - 主演・白石万里子 役
- 土曜ドラマスペシャル『アメリカ映画みたいに－春にして君を離れ－』（1989年6月17日、TBS） - 安宅雪子 役
- この胸のときめきを（1989年7月6日 - 9月28日、フジテレビ） - 倉橋彰子 役
- 恋人の歌がきこえる（1989年10月14日 - 12月23日、日本テレビ） - 松井真弓 役
- 新春時代劇スペシャル『柳生十兵衛』（1990年1月5日、TBS）
- 水曜グランドロマン（日本テレビ）
  - 駅（1990年3月21日） - 主演
  - 感動家族（1990年5月2日）
- 直木賞作家サスペンス2『三角波』（1990年2月26日、関西テレビ） - 主演・森山巻子 役
- 世にも奇妙な物語（フジテレビ）
  - マイホーム（1990年5月3日） - 主演・佐藤良美 役
  - 言う事を聞く子（1991年5月2日） - 主演・和泉朋子 役
  - いたれりつくせり（1992年4月30日） -主演・早坂明子 役
- ドラマ10『ビジネスマンの父より息子への30通の手紙』（1990年6月19日 - 7月17日、NHK総合）
- 男について（1990年10月12日 - 1990年12月21日、TBS） - 重松明日香 役
- 芸者小春の華麗な冒険（1991年4月11日 - 6月20日、テレビ朝日） - 美紀 役
- 大逆転II（1991年10月12日、日本テレビ）
- 木曜ゴールデンドラマ「嫁・姑・中姑」（1991年10月24日、よみうりテレビ）
- 月曜・女のサスペンス『消えた少女 家庭教師殺人事件』（1991年11月11日、テレビ東京） - 主演
- 月曜ドラマスペシャル『トリカブト殺人事件 疑惑の女』（1992年1月13日、TBS） - 主演・赤嶺マリー 役
- 火曜サスペンス劇場（日本テレビ）
  - 殺人回廊（1992年2月4日）[24]
  - 六月の花嫁 遺言結婚（1995年6月6日） - 主演
- 大人は判ってくれない第5回「タクシー」（1992年2月13日、フジテレビ）
- 金曜ドラマシアター『新宿サラ金物語』（1992年4月10日、フジテレビ）
- 妻たちの劇場『真夏の出来事』（1992年7月13日 - 8月28日、フジテレビ） - 主演・水野愛 役
- ビーナスハイツ 第18話（1993年2月、毎日放送）
- ネオドラマ『時計仕掛け』（1993年4月、テレビ朝日） - 主演
- 土曜ワイド劇場（テレビ朝日）
  - 殺人行越前海岸の女（1993年5月8日） - 主演
  - 写楽殺人事件（1993年10月9日）[25]
- さすらい刑事旅情編 VI・VII（1993年 - 1995年、テレビ朝日） - 結城千秋 役
- 裸の大将放浪記 第71話「海だ魚だ清の大島紬 奄美編」（1994年12月4日、関西テレビ） - 備加那子 役
- HOTEL シーズン4 第21話（1995年8月31日、TBS） - 友利 役
- 花王愛の劇場『家族になろうよ!』（1999年2月1日 - 3月19日、TBS） - 主演・春木明日香 役
- はなまるマーケット殺人事件（2000年、TBS）
- スカイハイ2 第7話（2004年2月27日、テレビ朝日） - 厚木陽子 役
- トミカヒーロー レスキューフォース（2008年、テレビ愛知） - 南部奈津乃／総司令、RU 役
- ボキャブライダー〜新たなる挑戦〜（2020年3月23日、NHK Eテレ）

### オリジナルビデオ
- サーキットの狼（1991年、パック・イン・ビデオ/ホリプロ） - 風吹ローザ 役

### 映画
- 三等高校生（1982年、東宝） - 村松実緒 役
- 零戦燃ゆ（1984年、東宝） - 吉川静子 役
- KIDS[26]（1985年 松竹） - 主演・里中サキ 役
- 旅路 村でいちばんの首吊りの木（1986年、東宝） - 寺岡紀美子 役
- 恋のカウントダウン（1987年） - 香港映画 - 主演・奈緒美 役
- JINGI 仁義（1991年、東映） - 芝原綾乃 役
- 僕らはみんな生きている（1993年、松竹） - 倉岡美由紀 役
- 狙撃2 THE SHOOTIST - 優子 役
- RAMPO（1994年、松竹） - 大店・御曹司のフィアンセ 役
- 時をかける少女（1997年） - 大原先生 役
- トミカヒーロー レスキューフォース 爆裂MOVIE マッハトレインをレスキューせよ!（2008年、松竹） - 南部奈津乃／総司令 役
- 爆走!トミカヒーローグランプリ（2008年、松竹） - 南部奈津乃／総司令 役
- 想い出を、ラブソングにのせて（2021年、北九州映画実行委員会）
- 猫の記憶（2023年、糸島映画製作所） - 藤崎久美子 役

### テレビアニメ
- ぶぶチャチャ（NHK教育） - サラ 役

### 劇場アニメ
- ドラえもん のび太の南海大冒険（1998年） - ベティ 役
- あらしのよるに（2005年） - ガブの母 役
- 宇宙エレベータ 〜科学者の夢みる未来〜（2007年） - 朝永まいこ 役

### 舞台
- グリース（1988年） - サンディ 役
- オズの魔法使い（1989年 - 1994年） - ドロシー 役
- マイ・ラスト・ラブ（1996年）
- 私のあしながおじさん（1996年）
- レ・ミゼラブル（1997年 - 1999年） - コゼット 役
- ミュージカル『ヒロイン』（2011年2月 - 3月） - ナナ 役
- ミュージカル『NEWヒロイン』（2012年2月 - 3月） - ナナ 役
- 丸美屋食品ミュージカル『アニー』（2019年） - ハニガン 役
- 三ツ星キッチン Original J-Musical『mother』（2022年） - 主演・草笛多香子 役
- ミュージカル『クリスマス･キャロル』（2022年11月26日、金沢歌劇座 / 12月4日、四国中央市市民文化ホール / 12月6日、愛媛県県民文化会館 / 12月21 - 22日、東京芸術劇場プレイハウスなど全国20か所） - イザベラ 役

### テレビ番組
- MUSE×MUSE（BSフジ）
- Disco Train（TOKYO MX） - ナビゲーター
- インターナショナルTVスクール YU CAN DO IT !（TOKYO MX）
- Dining with the Chef（NHKワールドTV） - 「Authentic Japanese Cooking」進行
- ヒルナンデス!（日本テレビ）
- お試しかっ!（テレビ朝日）
- 週刊ニュース深読み（NHK総合）
- にっぽん!いい旅（テレビ東京）
- ザ!情報ツウ（日本テレビ） - コメンテーター
- 新ニッポン探検隊（日本テレビ）
- 早見優のアメリカンキッズ（中京テレビ）
- 早見優イングリッシュネットワーク HEN（中京テレビ）
- デラでら!早見英語塾（中京テレビ・日本テレビ）
- 早見優のズッキンカリメア（中京テレビ）
- 料理大好き!キッチン倶楽部（1993年、テレビ朝日） - 司会
- あんたにグラッツェ!（中京テレビ） ※こずえ鈴と共にゲスト出演。
- Bella Sprito(メ〜テレ)
- 所さんのただものではない!（フジテレビ） - 不定期出演
- はなまるマーケット（TBS）
- 関口宏の東京フレンドパーク（TBS、1993年）
- 関口宏の東京フレンドパークII（TBS、1994年、1998年、2001年）
- 人間ビジョンスペシャル「雪の花咲く大地なり〜大雪山と北極と〜」（1998年3月1日、北海道テレビ放送制作・テレビ朝日系全国ネット） - ナレーション
- 青春のポップス（NHK総合） - 司会
- 輝きの法則（テレビ東京） - ナレーションを担当。最終回には自ら出演
- 松本伊代のキラキラ80's（MONDO21）
- 小町テレビ（日テレG+） - レギュラー
- ひるブラ（2011年4月25日、NHK総合）※第1回ゲスト出演
- 腹ペコ!なでしこグルメ旅（2013年10月18日、テレビ東京）
- アジア新発見紀行!（2015年、BS朝日）
- 人生、歌がある（複数回出演、BS朝日）
- うたコン（2016年10月18日・2022年4月26日・2023年6月6日、NHK総合）
- ちょっと福岡行ってきました!（2017年 - 、TVQ九州放送）- 旅人（不定期出演）
- 有吉反省会（2017年12月23日、日本テレビ） - 熱海生まれを告白
- 乃木坂スター誕生!（2021年8月3日、日本テレビ）
- 歌える!J-POP黄金のヒットパレード決定版（2022年9月24日、NHK BSP・BS4K）[27]
- 昭和歌謡ベストテンDX → MUSIC X（2023年4月13日 - 、BS-TBS） - 司会[28]
- 柏原芳恵の喫茶☆歌謡界（2023年5月13日・20日 、J:COMテレビ）[29][30]

### ラジオ番組
- ラジオ深夜便 深夜便ビギナーズ（NHKラジオ第1・FM）
- 三菱ドライビングジョッキー〜だからあなたとlovin' you〜（TBSラジオ）[3]
- 早見優 風のメルヘンYOU（文化放送）
- 早見優・サムシングYOU（文化放送）[31]
- 早見優のスカッとアメリカン（文化放送）
- 早見優のデニーズロックラップ4（文化放送）
- GIRL TALK TIME WITH ANN LEWS & YÚ HAYAMI（文化放送）
- 東京ガス サタデートーク 純次・早見のオイシイとこ取り（文化放送）
- 高田純次・早見優の東京ブロードウェイ（文化放送）
- 百万人の英語（文化放送）[3] - 「早見優のワンポイント・ジョッキー」のコーナー担当
- 早見優のナイショ話はONマイク（全国地方局AMラジオ局向け）
- SOUND CALL -DANCIN' FREAK 001-（J-WAVE）
- Pet Jam（Inter FM）
- 早見優のハッピープロジェクト〜笑顔満開〜（FM NACK5）
- KPOP-YU（Fm yokohama）
- 山田五郎と早見優のWeekend Living （FMぐんま、Radio Berry、FM-NIIGATA、FM長野、茨城放送）
- NHKラジオ「ラジオ深夜便ビギナーズ」2018年から毎月第3土曜日レギュラー

### インターネット動画
- つか金フライデーDOUGA フジテレビ無料動画サイト - 見参楽（2011年7月15日 - 10月20日 配信）
- デビュー40周年を記念に限定期間で「早見優チャンネル」YouTubeチャンネルを開設　@yu_hayami

### コマーシャル
- 旭光学「ペンタックスMG」（1982年）
- 日本コカ・コーラ「コカ・コーラ YES COKE YES篇」（1983年）
- 資生堂「バスボン ヘアコロンシャンプー・リンス」（1982年 - 1986年）
- コーセー化粧品（1987年 - 1989年）「サンフェスタ」（1988年）※「あたりまえを超える、夏。」がキャッチコピー
- ダイハツ「リーザ」（1988年 - 1990年）
- ハウス食品「フルーチェ」（1983年 -1991年)
- 東芝「ワープロRupo」（1985年 -1987年)
- ライオン「ビトイーン」
- 出光興産 （1985年 -1989年)
- 野村證券 （1983年)
- 松井証券
- 中央信託銀行
- 厚生労働省「オレンジリボン運動」
- 参天製薬「サンテドウ」（1987年)
- 中外製薬「新中外胃腸薬」（1988年)
- 小林製薬「サワデー」
- 武田薬品工業「ベンザブロックS 早見さんのカゼ篇」
- 盛田「マヨプレップ」
- ブルボン「アルフォート」
- ブルボン「くだものいっぱいゼリー」
- ホーユー「ビゲンスピーディカラー」
- 花王「セグレタ」
- 健康家族「高濃度ナノ水素水 仙寿の水NEO」
- ショップジャパン「マジックブレット」
- スリムビューティハウス「よくばり美顔コース」
- KDDI、ケーブルテレビ各社「ケーブルプラス電話」
- ソフトバンク Y!mobile（2016年11月 - ）
- 日清食品「シーフードヌードル ほぼイカ登場篇」（2020年10月 - ）[32]
- ジェイフロンティア株式会社「CaFelice（カフェリーチェ）」（2023年2月 - ）

### NHK紅白歌合戦出場歴
| 年度/放送回               | 回 | 曲目              | 出演順 | 対戦相手   | 備考           |
| ------------------------- | -- | ----------------- | ------ | ---------- | -------------- |
| 1983年（昭和58年）/第34回 | 初 | 夏色のナンシー    | 10/21  | ALFEE      |                |
| 1984年（昭和59年）/第35回 | 2  | 誘惑光線・クラッ! | 01/20  | シブがき隊 | トップバッター |
| 1985年（昭和60年）/第36回 | 3  | PASSION           | 11/20  | 菅原洋一   |                |

出演順は「（出演順）／（出場者数）」で表す。

## 書籍
英会話関連をはじめとする実用書、ムック、翻訳書などがある。
- 楽しむアメリカン育児（2004年5月、集英社be文庫）
- 百万人の英語スペシャル 好き！英語優等生（1983年、日本英語教育協会）ISBN 4-8177-8004-5
- 早見優のラクラクパソコン教室 女性にやさしいパソコンABC BOOK（2000年、扶桑社）
- 早見優のごちそうメニューとふだんのレシピ American Beef Cooking（2002年、マガジンハウス）
- PHPにこにこえほん ローリー・ポーリー・オーリー（2002年、PHP研究所、ウィリアム・ジョイス著） - 翻訳
- レッドツリー：希望まで360秒（2004年、今人舎、ショーン・タン著） - 翻訳

### 写真集
- 『Kids You Hayami : Scenario & photo story』シーズ、1985年8月20日。
- 月刊平凡GOLDEN BEST!! Vol.3 早見優写真集 サマー・ガール
- SUNSHINE GIRL
- 夏色のYOU
- PART3（近代映画社）

## 受賞歴
- 第1回メガロポリス歌謡祭　急いで!初恋（優秀新人エメラルド賞）-（1982年）
- 第7回日本テレビ音楽祭　Love Light（新人賞候補賞）-（1982年）
- 第9回ABC歌謡新人グランプリ　Love Light（シルバー賞・審査員奨励賞）-（1982年）
- 第12回銀座音楽祭　Love Light（銀賞）-（1982年）
- 第8回あなたが選ぶ全日本歌謡音楽祭　Love Light（新人奨励賞）-（1982年）
- 第15回新宿音楽祭　Love Light（銀賞）-（1982年）
- 第13回日本歌謡大賞　Love Light（放送音楽新人賞候補賞）-（1982年）
- 第9回FNS歌謡祭　アンサーソングは哀愁（優秀新人賞）-（1982年）
- 第24回日本レコード大賞　アンサーソングは哀愁（新人賞）-（1982年）
- 第8回日本テレビ音楽祭　渚のライオン（金の鳩賞候補）-（1983年）
- 第9回あなたが選ぶ全日本歌謡音楽祭　ラッキィ・リップス（金賞）- （1983年）
- 第14回日本歌謡大賞　ラッキィ・リップス（放送音楽候補曲賞）-（1983年）
- 第25回日本レコード大賞　抱いてマイ・ラブ（ゴールデン・アイドル賞）-（1983年）
- 第3回メガロポリス歌謡祭　誘惑光線・クラッ!（ポップス部門賞）-（1984年）
- 第10回日本テレビ音楽祭　Me☆セーラーマン（グランプリ候補賞）-（1984年）
- 第11回FNS歌謡祭　Me☆セーラーマン（優秀音楽賞）-（1984年）
- 第15回日本歌謡大賞　哀愁情句（放送音楽賞候補賞）-（1984年）
- 第10回あなたが選ぶ全日本歌謡音楽祭　哀愁情句（金賞）-（1984年）
- 第9回日本アカデミー賞　KIDS（新人俳優賞）-（1985年）[33]
- 第4回メガロポリス歌謡祭　STAND UP（ポップス部門賞）-（1985年）
- 第11回日本テレビ音楽祭　PASSION（グランプリ候補賞）-（1985年）
- 第11回あなたが選ぶ全日本歌謡音楽祭　PASSION（金賞・最優秀アイドル賞）-（1985年）
- 第27回日本レコード大賞　PASSION（金賞）-（1985年）
- 第3回ベストジーニスト　-（1986年）
- 第5回メガロポリス歌謡祭　Newsにならない恋（ポップス部門賞）-（1986年）
- 第17回日本歌謡大賞　Love Station（放送音楽賞候補賞）-（1986年）
- 第6回メガロポリス歌謡祭　Caribbean Night（ポップス部門賞）-（1987年）
- 第13回あなたが選ぶ全日本歌謡音楽祭　Tokio Express（テレビ朝日賞）-（1987年）
- 第7回メガロポリス歌謡祭　GET UP（ポップス部門賞）-（1988年）
- 第3回ONE LOVEアワード・オブ・ザ・イヤー　-（2015年11月1日）
- 第13回クラリーノ美脚大賞（オーバーフォーティー部門）-（2015年）[34]